# Orsonwelles graphicus
Espèce
Synonymes
- Labulla graphica Simon, 1900

Orsonwelles graphicus est une espèce d'araignées aranéomorphes de la famille des Linyphiidae.

## Distribution
Cette espèce est endémique de l'île d'Hawaï dans l'archipel du même nom,.

## Description
Les mâles mesurent de 6,20 à 6,67 mm et les femelles de 8,06 à 9,86 mm.

## Publication originale
- Simon, 1900 : Arachnida. Fauna Hawaiiensis, or the zoology of the Sandwich Isles: being results of the explorations instituted by the Royal Society of London promoting natural knowledge and the British Association for the Advancement of Science. London, vol. 2, p. 443-519